# Międzynarodowy Dzień Zapobiegania Wyzyskowi Środowiska Naturalnego podczas Wojen i Konfliktów Zbrojnych
     Wielkie wojny, więcej niż 1000 zgonów rocznie
     Wojny i pomniejsze konflikty, 10–1000 zgonów rocznie

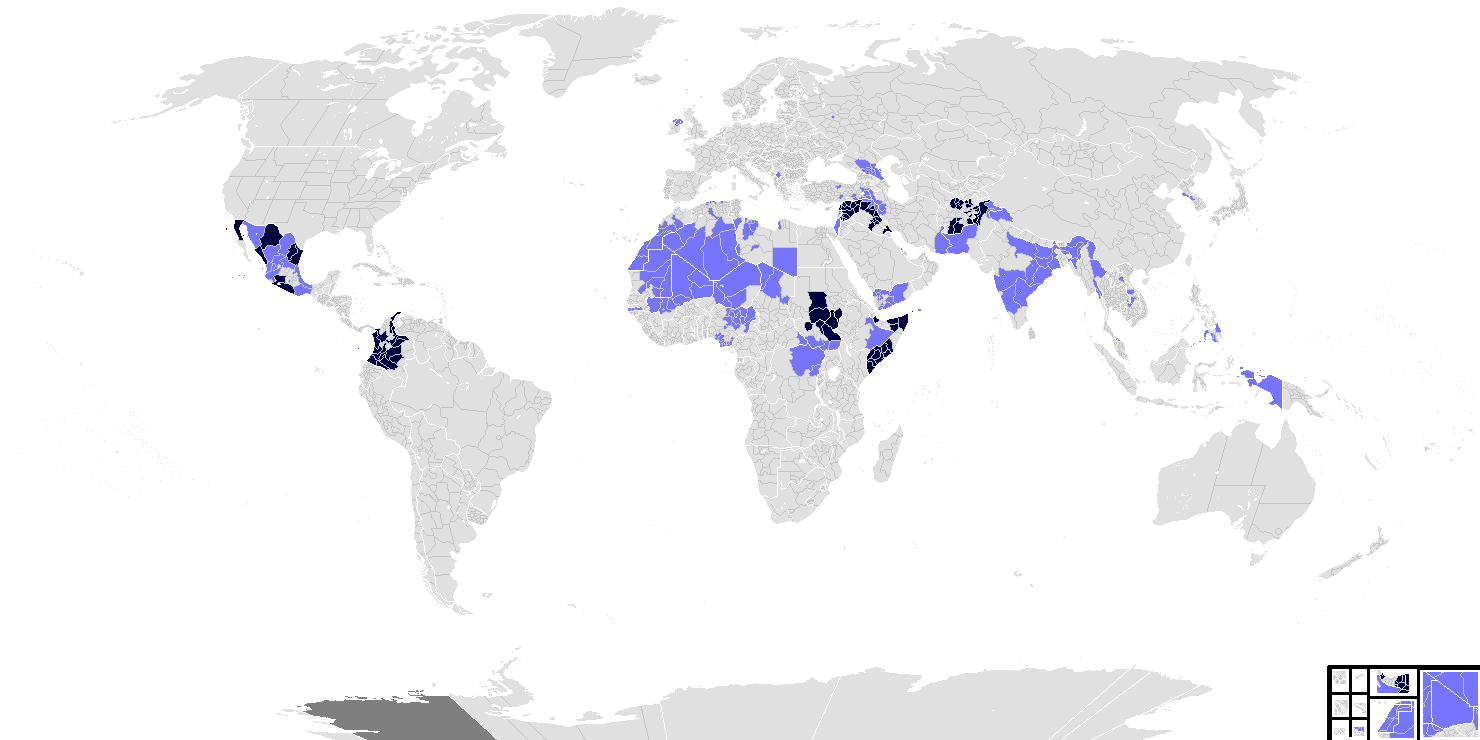
Rejony świata w których trwały wojny lub konflikty zbrojne na dzień 14 stycznia 2010
Wielkie wojny, więcej niż 1000 zgonów rocznie
Wojny i pomniejsze konflikty, 10–1000 zgonów rocznie

Międzynarodowy Dzień Zapobiegania Wyzyskowi Środowiska Naturalnego podczas Wojen i Konfliktów Zbrojnych, ang. International Day for Preventing the Exploitation of the Environment in War and Armed Conflict  – międzynarodowe święto obchodzone corocznie 6 listopada, ustanowione przez Zgromadzenie Ogólne ONZ 5 listopada 2001 roku (rezolucja A/RES/56/4) z inicjatywy UNEP-u.
Celem obchodów jest zwrócenie uwagi społeczeństw na fakt, że środowisko przyrodnicze nadal jest wśród ofiar wojen i konfliktów zbrojnych, w wyniku których zaburzone zostają zasoby naturalne na długi czas po ich ustaniu.